# 漢納 (密蘇里州)
漢納（英語：Hanna）是位於美國密蘇里州普瓦斯基縣的鬼鎮。

## 歷史
漢納的郵局於1901年設立，其後於1943年停運。

## 地理
漢納所處的海拔為高於海平面270米（即886英呎），而該地所採用的時區為UTC-6，即北美中部時區（CST）。同時該地設有夏令時間，為UTC-6調快一小時，即UTC-5（CDT）。